# John Hron meggyilkolása
John Hron (1981. január 25. – 1995. augusztus 17.) egy 14 éves svéd fiú volt, akit négy idősebb tinédzser neonáci kínozott halálra és fojtott meg. A gyilkosság sokkolta a svéd közvéleményt, mivel akkoriban a fiatalok által elkövetett erőszakos bűncselekmények viszonylag ritkák voltak. Az ügy a mai napig az egyik legérzékenyebb, legvitatottabb és leghírhedtebb bűncselekmény a modern svéd bűnügyi történelemben.

## Gyilkosság
Hron gyilkosságának éjszakáján egy barátjával a szülőhelye, Kode közelében található Ingetorpssjön kis tó partján táborozott. Megjelent négy fiatal férfi (a 15 éves Mikael Fjällholm és a 18 éves Daniel Hansson, valamint egy 17 éves és egy másik 18 éves), akik mindannyian szoros kapcsolatban álltak a neonáci szkinhead szubkultúrával, és különösen a militáns náci hálózattal, a Vitt Ariskt Motstånddal („Fehér árja ellenállás”). Hronnak voltak problémái a banda legfiatalabb tagjával, Mikael Fjällholmmal, aki ismert zaklató volt abban az iskolában, ahová ő és Hron is járt. Mikael később vallomásában azt mondta: „Biztosan megijesztettem az iskola összes diákját.” Hron, aki arról volt ismert, hogy kimondja, amit gondol, korábban már összetűzésbe került Mikaellel és a neonáci bandával, és egy ponton meg is fenyegették, hogy megölik.
1995. augusztus 17-én este, miközben Hron barátjával, Christiannel az Ingetorpssjön-tó szikláján táborozott, a neonácik észrevették őket, és odamentek a táborhelyükhöz, náci ruhákban, és sztereóból White Power zenét hallgatva. Először Daniel Hansson egy sörösdobozt dobott Hron arcába, és azt mondta neki, hogy mondja ki, hogy „szeret a nácizmust”, majd többször is arcon ütötte, miközben a többiek nevettek. Hron, aki arról volt ismert, hogy kiállt a rasszizmus ellen, nem volt hajlandó ezt kimondani, ezért ismét brutálisan megverték.
A négy férfi fejbe rúgta, megverte, nehéz sörösdobozokat dobált az arcába, és szidalmazta. A veréseket hirtelen barátságos viselkedéssel, sör felajánlásával és bocsánatkéréssel szakították meg, csak hogy újra folytathassák a verést, amit a bíróság szadista, „macska-egér” játékhoz hasonló kínzásként írt le, amely órákig tartott. Ugrásból rúgták, hátulról rúgták a fejét, égő fadarabbal ütötték a nyakát és megégették, a hasát taposták, tönkretették a holmiját, és felgyújtották a sátrat, amelyet Christiannel osztott meg.
Hron és Christian többször is könyörögtek a neonáciknak, hogy engedjék őket hazamenni, de ez csak még jobban feldühítette a támadókat, akik addig verték és rugdosták Hront, amíg az már nem tudott állni. Végül Hront még élve a tóba lökdösték, Daniel Hansson pedig „viccelődött”, mondván: „Most úszni fog” vagy „Most beleveti magát”. Hron megpróbált elúszni, és a négy támadó közül ketten átmentek a tó másik oldalára, hogy elkapják, ha átúszik. Ekkor a gyilkosok azt is kiabálták Hronnak, hogy ússzon vissza, és azzal fenyegették, hogy megölik Christiant, ha nem teszi, ezért Hron úgy döntött, hogy visszauzik, hogy megmentse barátja életét. Christian kénytelen volt kiabálni Hronnak: „Gyere vissza, vagy megölnek!”.
Amikor Hron visszatért a partra, a kínzás folytatódott, mivel a két legaktívabb támadó, Daniel és Mikael, felemelte Johnt a tóból, és miután újra leütötték, olyan helyzetbe helyezték a testét, hogy könnyebben folytathassák a fejének több percen át tartó rugdosását csizmáikkal. Később erről a részről így nyilatkoztak: „Olyan jó érzés volt, hogy nem tudtunk leállni”. A nyomozás során kiderült, hogy hét percig szünet nélkül rugdosták és taposták Hron arcát és fejét acélbetétes csizmával. Olyan erősen rugdosták és taposták Hron fejét, hogy az agya legalább részben kiömlött.
Miután Hron eszméletét vesztette, ismét a vízbe gurították törött testét.A férfi a tó fenekére süllyedt és megfulladt. A rendőrségi kihallgatások során az egyik gyilkos kijelentette, hogy közvetlenül azelőtt, hogy a tóba dobták, „buborékos fütyülő” hangot hallottak Hronból, bár az orvosok szerint a férfi akkor sem élte volna túl a testén és fején a verés okozta sérüléseket, ha nem dobták volna a tóba.
Christian hazautazott és értesítette a hatóságokat. A két gyilkos, akik még a helyszínen voltak, cigarettát sodortak, miközben nézték, ahogy Hron holtteste a tó fenekére süllyed, majd később viccesen dicsekedtek ezzel a másik két támadónak.

## Következmények, közfelháborodás és büntetőeljárás
A bíróságon a bántalmazás fő elkövetője, a 18 éves Daniel Hansson nyolc év börtönbüntetést kapott gyilkosságért.2001. január 1-jén feltételesen szabadlábra helyezték. A 15 éves Mikael Fjällholm börtönbüntetést kapott (ami Svédországban ritkán fordul elő elítélt tinédzserek esetében). A másik két elkövető, John Billing és egy csak BM néven ismert személy tíz, illetve négy hónapos börtönbüntetést kapott testi sértésért, illetve azért, mert nem értesítette a hatóságokat a folyamatban lévő testi sértésről és gyilkosságról.
Az eset országos figyelmet keltett Svédországban. A közvéleményt megrázta a hír az erőszakos cselekményről, és Hron emlékére hatalmas rasszizmusellenes tüntetések sorozata zajlott le. 1996-ban Hron posztumusz megkapta az első Stig Dagerman-díjat a szólásszabadság és a világbéke érdekében végzett munkájáért.
Hron sírját azóta többször meggyalázták neonácik. A gyilkos Daniel Hansson korábban, fiatalkorú bűnözőként már megkéselt egy férfit, és tinédzserkorában alkoholista volt, és legalább két fiatal gyilkos gyermekkori súlyos, kezeletlen mentális instabilitással és erőszakos viselkedéssel gyanúsított volt. A banda egy másik tagja részt vett egy sportesemény elleni erőszakos támadás tervében. Mindannyian aktív neonácik voltak, néhányan a Vitt Ariskt Motstånd (VAM) nevű erőszakos szervezetben is részt vettek, amelynek neve magyarul „Fehér árja ellenállás” jelent. Otthonaikban rasszista röpcédulákat és propagandát találtak. A gyilkosság során Adolf Hitlerrel és más náci szimbólumokkal ellátott pólókat és bomberdzsekiket viseltek. A börtönben egyikük részt vett a „Ariska Brödraskapet” (svéd változata az „Árja Testvériségnek”) bűnöző börtönbandának a megalakításában, de hivatalosan nem állapítottak meg semmilyen kapcsolatot az amerikai bandával, csak inspirációt. Mikael Fjällholmot később egy másik neonáci egy csavarhúzóval szúrta meg a szemébe a börtönbüntetése alatt, ami életre szóló károsodást okozott neki. Daniel Hansson szabadulása után további bűncselekményekért ítélték el, többek között azért, mert bántalmazta és megverte akkori barátnőjét.

## Fordítás
Ez a szócikk részben vagy egészben  a   Murder of John Hron című angol Wikipédia-szócikk fordításán alapul.  Az eredeti cikk szerkesztőit annak laptörténete sorolja fel. Ez a jelzés csupán a megfogalmazás eredetét és a szerzői jogokat jelzi, nem szolgál a cikkben szereplő információk forrásmegjelöléseként.